# Taeromys hamatus
Taeromys hamatus es una especie de roedor de la familia Muridae.

## Distribución geográfica
Se encuentra sólo en Célebes (Indonesia). 